# Atopotrophos rotundus
Atopotrophos rotundus là một loài tò vò trong họ Ichneumonidae.